# Guadalupe Musalem
María Guadalupe Musalem Merhy (Juchitán de Zaragoza, 11 de julio de 1955 - 3 de agosto de 1995), fue una investigadora y académica oaxaqueña, activista en temas sobre los derechos de las mujeres. Fue una de las mujeres fundadoras del Grupo de Estudios sobre la Mujer Rosario Castellanos. Para honrar su memoria se crea el Fondo Guadalupe Musalem A. C.

## Biografía
Hija de madre y padre libaneses  Hened Merhy y Salvador Musalem. Cursó sus primeros estudios en la Escuela Primaria "Vicente Ferrer" y en la Secundaria Técnica 182, ambas en Juchitán.
En búsqueda de oportunidades en su educación emigró a la Ciudad de México para realizar sus estudios de bachillerato en la Preparatoria 6, de la Universidad Nacional Autónoma de México (UNAM). Posteriormente viajó a la ciudad de Oaxaca para realizar sus estudios en Sociología en la Universidad Autónoma Benito Juárez de Oaxaca de la cual se graduó en 1980.
Estudió una maestría en la Universidad de Greeley, Colorado, EUA., realizó un diplomado de Estadísticas Públicas en La Habana, Cuba.

## Reconocimiento
En su memoria el GesMujer con el apoyo de amigas y amigos de Guadalupe, crean el Fondo Guadalupe Musalem A.C. una asociación que brinda apoyo a mujeres jóvenes provenientes de comunidades indígenas y rurales de Oaxaca para que puedan realizar estudios de bachillerato y de universidad a través de una formación integral.

## Investigaciones
Guadalupe Musalem se tituló como socióloga con la tesis Mujeres Oaxaqueñas: su visión de sí mismas y de su realidad en el hogar y en el trabajo que se publicó en el libro Sociedad y Política en Oaxaca, 1980.
En colaboración con la doctora Margarita Dalton realizó una investigación sobre los efectos del desarrollo de la Refinería en Salina Cruz, sobre el ciclo de vida de las mujeres huaves y su relación con los zapotecas. La investigación  interdisciplinaria se realizó en tres comunidades huaves que son: San Mateo, San Dionisio y San Francisco del Mar, Pueblo Nuevo. Diez años después la investigación se publicó en el libro "Mitos y realidades de las mujeres huaves".
Escribió la ponencia "La educación informal en los grupos étnicos de Oaxaca" que se publicó en el libro "La mujer oaxaqueña, un análisis de su contexto", que compiló la doctora Margarita Dalton.
Musalem, colaboró como traductora en la publicación "Mártires y Vírgenes: la religión popular en México y en Nicaragua" de Michael J. Higgins.

### Reuniones internacionales
La investigadora Guadalupe Musalem participó en diversas reuniones internacionales como: La cumbre Internacional sobre Desarrollo y Pobreza, celebrada en Oaxaca y la Cumbre Internacional de la Mujer, con sede en el Cairo en 1993.
Escribió la ponencia que se presentó en la Cumbre Internacional sobre la Mujer celebrada en Beijing, en 1995 a la que no pudo asistir.

## GES Mujer
Guadalupe Musalem y Margarita Dalton a finales de los 70´ iniciaron con grupos de reflexiones a la que convocaban a amigas para reflexionar en temas como: salud, prevención de la violencia, participación de las mujeres en la política y el aborto. En 1978 la agrupación fue nombrada "Rosario Castellanos" en homenaje a la escritora y poeta. En 1990 con apoyo de la Fundación MacArthur se funda la Casa de la Mujer del Grupo de Estudios sobre la Mujer "Rosario Castellanos" A.C. (GESMujer).